# Nyan Koi!
Nyan Koi! (にゃんこい!) là loạt manga do Fujiwara Sato thực hiện, bắt đầu đăng trên trang mạng tạp chí truyện FlexComix Blood của Flex Comix từ ngày 10 tháng 8 năm 2007. Cốt truyện xoay quanh Kosaka Junpei một nam sinh trung học bị dị ứng với mèo nhưng sau khi vô tình làm gãy cổ bức tượng thần mèo thì anh bị một lời nguyền là sẽ bị biến thành mèo. Cách duy nhất để giải lời nguyền đó là anh phải giúp đỡ một số lượng mèo nhất định đang gặp rắc rối và để tiện cho việc đó Kosaka được trao cho khả năng nghe và hiểu các chú mèo, ngoài ra không ai được biết anh bị nguyền vì nếu ai biết họ cũng bị nguyền lây.
AIC đã thực hiện chuyển thể anime của loạt manga này và phát sóng tại Nhật Bản từ ngày 01 tháng 10 đến ngày 17 tháng 12 năm 2009 với 12 tập.

## Tổng quan

### Nhân vật

#### Chính
Kōsaka Junpei (高坂 潤平, こうさか じゅんぺい)
Lồng tiếng bởi: Asanuma Shintarō
Mizuno Kaede (水野 楓, みずの かえで)
Lồng tiếng bởi: Iguchi Yuka
Sumiyoshi Kanako (住吉 加奈子, すみよし かなこ)
Lồng tiếng bởi: Shiraishi Ryōko
Ichinose Nagi (一ノ瀬 凪, いちのせ なぎ)
Lồng tiếng bởi: Kobayashi Yū
Kirishima Kotone (桐島 琴音, きりしま ことね)
Lồng tiếng bởi: Tomatsu Haruka
Kirishima Akari (桐島 朱莉, きりしま あかり)
Lồng tiếng bởi: Tomatsu Haruka

#### Trong trường
Endō Haruhiko (遠藤 晴彦, えんどう はるひこ)
Lồng tiếng bởi: Fukuyama Jun
Kawamura Kōta (川村 晃太, かわむら こうた)
Lồng tiếng bởi: Maeno Tomoaki
Ōta Eiko (太田 栄子, おおた えいこ)
Lồng tiếng bởi: Yamaguchi Rie
Hashimoto Hinako (橋本 雛子, はしもと ひなこ)
Lồng tiếng bởi: Fukui Yukari
Itō Ken (伊藤 謙, いとう けん)
Lồng tiếng bởi: Kawahara Yoshihisa

#### Khác
Mochizuki Chizuru (望月 千鶴, もちづき ちづる)
Lồng tiếng bởi: Satō Rina
Kirishima Keizō (桐島 啓造, きりしま けいぞう)
Lồng tiếng bởi: Kosugi Jūrōta
Kōsaka Shizue (高坂 静江, こうさか しずえ)
Lồng tiếng bởi: Nabei Makiko
Kōsaka Suzu (高坂 鈴, こうさか すず)
Lồng tiếng bởi: Nakao Eri
Jī (爺, じい)
Lồng tiếng bởi: Yabe Masahito
Sumiyoshi Tōru (住吉 透, すみよし とおる)
Ichinose Tatsu (一ノ瀬 龍, いちのせ たつ)
Neko Jizō (猫地蔵)
Lồng tiếng bởi: Fujiwara Sato

#### Mèo
Nyamsus (ニャムサス)
Lồng tiếng bởi: Tanaka Atsuko
Tama (タマ)
Lồng tiếng bởi: Fukuyama Jun
Kuma (くま)
Lồng tiếng bởi: Sakakibara Yui
Chatora (チャトラ)
Lồng tiếng bởi: Tatekabe Kazuya
Noir (ノワール)
Lồng tiếng bởi: Fukui Yukari
Josephine (ジョセフィーヌ)
Lồng tiếng bởi: Yusa Kōji
Cindy (シンディ)
Lồng tiếng bởi: Satō Rina
Masa (マサ)
Lồng tiếng bởi: Kobushi Nobuyuki
Komasa (コマサ)
Lồng tiếng bởi: Matsumoto Sachi
Michie (ミッチー)
Lồng tiếng bởi: Ōhata Shintarō

## Truyền thông

### Manga
Loạt manga được Fujiwara Sato thực hiện, bắt đầu đăng trên trang mạng tạp chí truyện FlexComix Blood của Flex Comix từ ngày 10 tháng 8 năm 2007. Các chương sau đó được tập hợp lại và phát hành thành các tankōbon. Tính đến tháng 3 năm 2010 thì đã có 5 tập được phát hành, và cả năm tập này đều được tái bản vào tháng 2 năm 2012. CMX Manga đã đăng ký bản quyền phiên bản tiếng Anh của loạt manga để phát hành tại Hoa Kỳ còn Tong Li Publishing thì đăng ký phát hành tại Đài Loan.

### Internet Radio
HiBiKi Radio Station đã phát sóng một chương trình drama phát thanh trên mạng có tựa Nyan Koi! Radio ~Tsune kō Rikujō-bu~ (にゃんこい!ラジオ〜常高陸上部〜) từ ngày 04 tháng 9 năm 2009 đến ngày 22 tháng 1 năm 2010. Hai người dẫn chương trình chính là hai nhân vật Mizuno Kaede và Ichinose Nagi.

### Anime
AIC đã thực hiện chuyển thể anime của loạt manga này và phát sóng tại Nhật Bản từ ngày 01 tháng 10 đến ngày 17 tháng 12 năm 2009 với 12 tập trên kênh TBS sau đó là các kênh MBS, CBC và BS-TBS. Sentai Filmworks đã đăng ký bản quyền phiên bản tiếng Anh của bộ anime để phát hành tại thị trường Bắc Mỹ.

### Âm nhạc
Bộ anime có hai bài hát chủ đề chính, một mở đầu và một kết thúc cùng 3 bài hát phụ xuất hiện trong các tập. Bài hát mở đầu có tựa Nyandaful! (にゃんだふる！) do Sakakibara Yui trình bày, bài hát kết thúc có tựa Strawberry ～Amaku Setsunai Namida～ (Strawberry～甘く切ない涙～) do Imai Asami trình bày, hai đĩa đơn chứa bài hát đã phát hành vào ngày 21 tháng 10 năm 2009 và cả hai đều có phiên bản giới hạn đính kèm đĩa chứa đoạn phim trình bày nhạc phẩm. Album chứa các bài hát phụ đã phát hành vào ngày 18 tháng 11 năm 2009. Album chứa các bản nhạc dùng trong bộ anime đã phát hành vào ngày 21 tháng 4 năm 2010 dưới dạng đĩa đính kèm phiên bản giới hạn của hộp BD/DVD thứ tư của bộ anime.
Năm đĩa chứa các bài hát do các nhân vật nữ chính trình bày cũng như một đoạn drama đã phát hành dưới dạng các đĩa đính kèm các hộp BD/DVD phiên bản giới hạn của bộ anime vào ngày 20 tháng 1 năm 17 tháng 2 năm 17 tháng 3, 26 tháng 5 và 16 tháng 6 năm 2010.
| Nyandaful! / Cross the Rainbow (にゃんだふる! / Cross the Rainbow) | Nyandaful! / Cross the Rainbow (にゃんだふる! / Cross the Rainbow) | Nyandaful! / Cross the Rainbow (にゃんだふる! / Cross the Rainbow) |
| STT                                                                | Nhan đề                                                            | Thời lượng                                                         |
| ------------------------------------------------------------------ | ------------------------------------------------------------------ | ------------------------------------------------------------------ |
| 1.                                                                 | "Nyandaful! (にゃんだふる!)"                                       | 5:33                                                               |
| 2.                                                                 | "Cross the Rainbow"                                                | 4:42                                                               |
| 3.                                                                 | "Nyandaful! -off vocal- (にゃんだふる! -off vocal-)"               | 5:32                                                               |
| 4.                                                                 | "Cross the Rainbow -off vocal-"                                    | 4:40                                                               |
| Tổng thời lượng:                                                   | Tổng thời lượng:                                                   | 20:27                                                              |

| Strawberry ~Amaku Setsunai Namida~ (Strawberry ～甘く切ない涙～) | Strawberry ~Amaku Setsunai Namida~ (Strawberry ～甘く切ない涙～)                           | Strawberry ~Amaku Setsunai Namida~ (Strawberry ～甘く切ない涙～) |
| STT                                                              | Nhan đề                                                                                    | Thời lượng                                                       |
| ---------------------------------------------------------------- | ------------------------------------------------------------------------------------------ | ---------------------------------------------------------------- |
| 1.                                                               | "Strawberry ~Amaku Setsunai Namida~ (Strawberry ～甘く切ない涙～)"                         | 3:36                                                             |
| 2.                                                               | "Kissing a dream"                                                                          | 4:40                                                             |
| 3.                                                               | "Strawberry ~Amaku Setsunai Namida~ -off vocal- (Strawberry ～甘く切ない涙～ -off vocal-)" | 3:35                                                             |
| 4.                                                               | "Kissing a dream -off vocal-"                                                              | 4:37                                                             |
| Tổng thời lượng:                                                 | Tổng thời lượng:                                                                           | 16:28                                                            |

| Nekoneko Ondo (ねこねこ音頭) | Nekoneko Ondo (ねこねこ音頭)                             | Nekoneko Ondo (ねこねこ音頭) |
| STT                          | Nhan đề                                                  | Thời lượng                   |
| ---------------------------- | -------------------------------------------------------- | ---------------------------- |
| 1.                           | "Nekoneko Ondo (ねこねこ音頭)"                           | 2:40                         |
| 2.                           | "Neko Yonjatta (猫呼んじゃった)"                         | 3:04                         |
| 3.                           | "Kurenai Ningyōdō (紅任侠道)"                            | 4:48                         |
| 4.                           | "Nekoneko Ondo -Off Vocal- (ねこねこ音頭 -Off Vocal-)"   | 2:40                         |
| 5.                           | "Neko Yonjatta -Off Vocal- (猫呼んじゃった -Off Vocal-)" | 3:04                         |
| 6.                           | "Kurenai Ningyōdō -Off Vocal- (紅任侠道 -Off Vocal-)"    | 4:48                         |
| Tổng thời lượng:             | Tổng thời lượng:                                         | 21:04                        |

| Nyan Koi! Original Soundtrack (にゃんこい! オリジナルサウンドトラック) | Nyan Koi! Original Soundtrack (にゃんこい! オリジナルサウンドトラック)            | Nyan Koi! Original Soundtrack (にゃんこい! オリジナルサウンドトラック) |
| STT                                                                    | Nhan đề                                                                           | Thời lượng                                                             |
| ---------------------------------------------------------------------- | --------------------------------------------------------------------------------- | ---------------------------------------------------------------------- |
| 1.                                                                     | "Jikai Yokoku ~Nyanderful! Arrange Ver.~ (次回予告 ~にゃんだふる! arrange ver.~)" | 0:36                                                                   |
| 2.                                                                     | "Neko Funjatta (猫ふんじゃった)"                                                  | 2:35                                                                   |
| 3.                                                                     | "Kousaka Ie Danran (高坂家団欒)"                                                  | 1:35                                                                   |
| 4.                                                                     | "Tanoshii Hitotoki (楽しいひと時)"                                                | 1:34                                                                   |
| 5.                                                                     | "Girls (ガールズ)"                                                                | 1:25                                                                   |
| 6.                                                                     | "Sport (スポーツ)"                                                                | 1:48                                                                   |
| 7.                                                                     | "Karen (可憐)"                                                                    | 1:02                                                                   |
| 8.                                                                     | "Pretty☆ (プリティ☆)"                                                             | 2:08                                                                   |
| 9.                                                                     | "Marchen (メルヘン)"                                                              | 1:09                                                                   |
| 10.                                                                    | "Comical (コミカル)"                                                              | 2:03                                                                   |
| 11.                                                                    | "Omanuke (お間抜け)"                                                              | 0:55                                                                   |
| 12.                                                                    | "Happoufusagari (八方ふさがり)"                                                   | 0:54                                                                   |
| 13.                                                                    | "Dotabata (ドタバタ)"                                                             | 2:10                                                                   |
| 14.                                                                    | "Daisakusen! (大作戦!)"                                                           | 1:48                                                                   |
| 15.                                                                    | "Fukou (不幸)"                                                                    | 1:13                                                                   |
| 16.                                                                    | "Aishuu (哀愁)"                                                                   | 0:34                                                                   |
| 17.                                                                    | "Oiroke (お色気)"                                                                 | 1:13                                                                   |
| 18.                                                                    | "Koibitotachi (恋人たち)"                                                         | 1:46                                                                   |
| 19.                                                                    | "Omoi ~Nyanderful! Arrange Ver.~ (想い ~にゃんだふる!arrange ver.~)"              | 2:08                                                                   |
| 20.                                                                    | "Sennyuu (潜入)"                                                                  | 1:19                                                                   |
| 21.                                                                    | "Fuon (不穏)"                                                                     | 1:49                                                                   |
| 22.                                                                    | "Mystery (ミステリー)"                                                            | 1:14                                                                   |
| 23.                                                                    | "Kyoufu (恐怖)"                                                                   | 1:17                                                                   |
| 24.                                                                    | "Neko no Noroi (猫の呪い)"                                                        | 1:58                                                                   |
| 25.                                                                    | "Taiji (対峙)"                                                                    | 1:08                                                                   |
| 26.                                                                    | "Jiken Hassei (事件発生)"                                                         | 1:42                                                                   |
| 27.                                                                    | "Kiki (危機)"                                                                     | 1:57                                                                   |
| 28.                                                                    | "Speed Battle (スピードバトル)"                                                   | 2:08                                                                   |
| 29.                                                                    | "Ketsui (決意)"                                                                   | 1:53                                                                   |
| 30.                                                                    | "Gokudou (極道)"                                                                  | 1:31                                                                   |
| 31.                                                                    | "KILL"                                                                            | 1:48                                                                   |
| 32.                                                                    | "Western (ウェスタン)"                                                            | 1:10                                                                   |
| 33.                                                                    | "Yuuenchi (遊園地)"                                                               | 2:11                                                                   |
| 34.                                                                    | "Majo (魔女)"                                                                     | 1:46                                                                   |
| 35.                                                                    | "Kyoto (京都)"                                                                    | 1:37                                                                   |
| 36.                                                                    | "Koharubiyori (小春日和)"                                                         | 1:53                                                                   |
| 37.                                                                    | "Henshin! (変身!)"                                                                | 0:32                                                                   |
| 38.                                                                    | "Kaisou (回想)"                                                                   | 0:38                                                                   |
| 39.                                                                    | "Tasogare (黄昏)"                                                                 | 1:43                                                                   |
| 40.                                                                    | "Yasoukyoku (夜想曲)"                                                             | 1:40                                                                   |
| 41.                                                                    | "Surechigai (すれちがい)"                                                         | 1:50                                                                   |
| 42.                                                                    | "Namida (涙)"                                                                     | 1:13                                                                   |
| 43.                                                                    | "Happy End (ハッピーエンド)"                                                      | 1:53                                                                   |

| Character Song CD Cat.1: Mizuno Kaede (キャラクターソングシリーズ Cat.1:水野楓) | Character Song CD Cat.1: Mizuno Kaede (キャラクターソングシリーズ Cat.1:水野楓) | Character Song CD Cat.1: Mizuno Kaede (キャラクターソングシリーズ Cat.1:水野楓) |
| STT                                                                             | Nhan đề                                                                         | Thời lượng                                                                      |
| ------------------------------------------------------------------------------- | ------------------------------------------------------------------------------- | ------------------------------------------------------------------------------- |
| 1.                                                                              | "Happy Smile Lucky Girl"                                                        | 4:16                                                                            |
| 2.                                                                              | "Happy Smile Lucky Girl (Instrumental)"                                         | 4:15                                                                            |
| 3.                                                                              | "Cast Comments (キャストコメント)"                                              | 2:35                                                                            |
| Tổng thời lượng:                                                                | Tổng thời lượng:                                                                | 11:07                                                                           |

| Character Song CD Cat.2: Sumiyoshi Kanako (キャラクターソングシリーズ Cat.2：住吉加奈子) | Character Song CD Cat.2: Sumiyoshi Kanako (キャラクターソングシリーズ Cat.2：住吉加奈子) | Character Song CD Cat.2: Sumiyoshi Kanako (キャラクターソングシリーズ Cat.2：住吉加奈子) |
| STT                                                                                      | Nhan đề                                                                                  | Thời lượng                                                                               |
| ---------------------------------------------------------------------------------------- | ---------------------------------------------------------------------------------------- | ---------------------------------------------------------------------------------------- |
| 1.                                                                                       | "Kokoro Switch (こころスイッチ)"                                                         | 4:55                                                                                     |
| 2.                                                                                       | "Kokoro Switch -off vocal- (こころスイッチ -off vocal-)"                                 | 4:55                                                                                     |
| 3.                                                                                       | "Neko Talk (Shiraishi Ryōko-hen) (猫トーク (白石涼子編))"                                | 3:05                                                                                     |
| Tổng thời lượng:                                                                         | Tổng thời lượng:                                                                         | 12:56                                                                                    |

| Character Song CD Cat.3: Ichinose Nagi (キャラクターソングシリーズ Cat.3:一ノ瀬凪) | Character Song CD Cat.3: Ichinose Nagi (キャラクターソングシリーズ Cat.3:一ノ瀬凪) | Character Song CD Cat.3: Ichinose Nagi (キャラクターソングシリーズ Cat.3:一ノ瀬凪) |
| STT                                                                                | Nhan đề                                                                            | Thời lượng                                                                         |
| ---------------------------------------------------------------------------------- | ---------------------------------------------------------------------------------- | ---------------------------------------------------------------------------------- |
| 1.                                                                                 | "Jibun Shinkirou (自分蜃気楼)"                                                     | 3:42                                                                               |
| 2.                                                                                 | "Jibun Shinkirou -off vocal- (自分蜃気楼 -off vocal-)"                             | 3:41                                                                               |
| 3.                                                                                 | "Neko Talk (Kobayashi Yū-hen) 猫トーク (小林ゆう編)"                               | 3:41                                                                               |
| Tổng thời lượng:                                                                   | Tổng thời lượng:                                                                   | 11:06                                                                              |

| Character Song CD Cat.4: Mochizuki Chizuru (キャラクターソングシリーズ Cat.4:望月千鶴) | Character Song CD Cat.4: Mochizuki Chizuru (キャラクターソングシリーズ Cat.4:望月千鶴) | Character Song CD Cat.4: Mochizuki Chizuru (キャラクターソングシリーズ Cat.4:望月千鶴) |
| STT                                                                                    | Nhan đề                                                                                | Thời lượng                                                                             |
| -------------------------------------------------------------------------------------- | -------------------------------------------------------------------------------------- | -------------------------------------------------------------------------------------- |
| 1.                                                                                     | "Maigo no Address (迷子のアドレス)"                                                    | 4:07                                                                                   |
| 2.                                                                                     | "Maigo no Address -off vocal- (迷子のアドレス -off vocal-)"                            | 4:07                                                                                   |
| 3.                                                                                     | "Neko Talk (Satō Rina-hen) 猫トーク (佐藤利奈編)"                                      | 3:57                                                                                   |
| Tổng thời lượng:                                                                       | Tổng thời lượng:                                                                       | 12:12                                                                                  |

| Character Song CD Cat.5: Kirishima Kotone・Akari (キャラクターソングシリーズ Cat.5:桐島琴音・朱莉) | Character Song CD Cat.5: Kirishima Kotone・Akari (キャラクターソングシリーズ Cat.5:桐島琴音・朱莉) | Character Song CD Cat.5: Kirishima Kotone・Akari (キャラクターソングシリーズ Cat.5:桐島琴音・朱莉) |
| STT                                                                                                | Nhan đề                                                                                            | Thời lượng                                                                                         |
| -------------------------------------------------------------------------------------------------- | -------------------------------------------------------------------------------------------------- | -------------------------------------------------------------------------------------------------- |
| 1.                                                                                                 | "Wagamama Kitty (わがままKitty)"                                                                   | 3:46                                                                                               |
| 2.                                                                                                 | "Wagamama Kitty -off vocal- (わがままKitty -off vocal-)"                                           | 3:46                                                                                               |
| 3.                                                                                                 | "Neko Talk (Kirishima Kotone・Akari-hen) (猫トーク (桐島琴音・朱莉編))"                            | 2:07                                                                                               |
| Tổng thời lượng:                                                                                   | Tổng thời lượng:                                                                                   | 9:39                                                                                               |